# Граноцо кон Монтичело
Грано̀цо кон Монтичѐло (на италиански: Granozzo con Monticello, на местен диалект: Granoss cun Muntisel, Гранос кюн Мюнтисел) е община в Северна Италия, провинция Новара, регион Пиемонт. Разположена е на 129 m надморска височина. Населението на общината е 1416 души (към 2016 г.). Административен център на общината е село Граноцо.